# Alajoki (vattendrag i Södra Karelen)
Alajoki är ett vattendrag i Finland.   Det ligger i landskapet Södra Karelen, i den södra delen av landet, 180 km öster om huvudstaden Helsingfors. Alajoki ligger vid sjön Luotonen.